# Municipio de Walnut (condado de Pawnee)
El municipio de Walnut (en inglés: Walnut Township) es un municipio ubicado en el condado de Pawnee en el estado estadounidense de Kansas. En el año 2010 tenía una población de 88 habitantes y una densidad poblacional de 0,94 personas por km².

## Geografía
El municipio de Walnut se encuentra ubicado en las coordenadas 38°17′57″N 99°5′8″O / 38.29917, -99.08556. Según la Oficina del Censo de los Estados Unidos, el municipio tiene una superficie total de 93.26 km², de la cual 93,18 km² corresponden a tierra firme y (0,08 %) 0,07 km² es agua.

## Demografía
Según el censo de 2010, había 88 personas residiendo en el municipio de Walnut. La densidad de población era de 0,94 hab./km². De los 88 habitantes, el municipio de Walnut estaba compuesto por el 100 % blancos. Del total de la población el 0 % eran hispanos o latinos de cualquier raza.